# Ola Ericson
Ola Ericson, född 22 februari 1920 i Motala, död 26 december 2011 i Vaxholm, var en svensk serieskapare och illustratör. Han var mest känd som målare av omslag till ungdomsboksserier som bland annat "Tvillingdetektiverna" (även känd som "Tvillingdeckarna"), "Tre deckare", "Biggles" och "Bröderna Hardy". Ericson gjorde också illustrationer till bland annat Ian Flemings "Chitty-Chitty-Bang-Bang". Han tecknade på 1970- och 1980-talen även serieversionen av "Tvillingdeckarna". 1974–1985 tecknade han 900 seriesidor av hästserien "Broknäsflickorna", skriven av dottern Ylva Ericson.

## Utmärkelser
- 1982 – 91:an-stipendiet